# 马奇空军预备役基地
馬奇空軍預備役基地（英語：March Air Reserve Base，曾称馬奇空军基地（March Air Force Base），是美国一军用机场，同时是位於美國加利福尼亞州河濱縣的一個人口普查指定地區。

## 地理
前进空军预备役基地的座標為33°52′55″N 117°17′32″W / 33.88194°N 117.29222°W，而該地最高點為海拔高度468米（即1536英尺）。

## 人口
根據2010年美國人口普查的數據，前进空军预备役基地的面積為31平方千米，當中陸地面積為31平方千米，而水域面積為0平方千米。當地共有人口1159人，而人口密度為每平方千米37人。